# Корчик одружується
«Корчик одружується» — кінофільм режисера Мартіна Лунда, що вийшов на екрани в 2010 році.

## Зміст
Коли мама Малюка потрапляє в загадкову аварію на велосипеді, Малюк і корчик на ім’я Скалка перевернуть місто догори дриґом, щоб знайти винного в цьому.

## Ролі
| Актор                       | Роль |
| --------------------------- | ---- |
| Adrian Grønnevik Smith      | -    |
| Åsleik Engmark              | -    |
| Пернілла Серенсен           | -    |
| Ян Гуннар Рейсі             | -    |
| Петрус Андреас Крістенсен   | -    |
| Сампда Шарма                | -    |
| Amalie Blankholm Heggemsnes | -    |
| Пер Шаанінг                 | -    |
| Пер Янсен                   | -    |
| Анна Баха-Віїг              | -    |

## Знімальна група
- Режисер — Мартін Лунд
- Сценарист — Birgitte Bratseth, Анне-Катарина Вестли
- Продюсер — Фінн Гьєрдрум, Стейн Б. Квае, Джим Фрейз
- Композитор — Магнус Бийте